# Full Steam Spacemachine
Full Steam Spacemachine ist ein Rock-Song der schwedischen Rockband Royal Republic. Er erschien im Jahr 2010 auf dem Album We Are The Royal.

## Hintergrund
Produziert wurde der Song von Anders Hallbäck und dem seit seiner Kindheit für die Raumfahrt begeisterten Frontman der Band, Adam Grahn. Musik und Text stammen von Andres Hallbäck, Adam Grahn, Per Andreasson und Hannes Irengård. Der Rocksong, dessen Text nach Ansicht der Band eher zweitrangig sei, wurde in erster Linie dafür gemacht, live gespielt zu werden. Zu dem Song gibt es ein Musikvideo. Das Skript dafür wurde von Adam Grahn geschrieben. Von dem Lied gibt es eine Single-Version (3:28–4:05 Min.), eine Radio-Edit-Version (3:16 Min.) und eine Album-Version (3:26 Min.) Full Steam Spacemachine gibt es auch in einer „Royal Republic And The Nosebreakers“-Version.
Auf ihren Konzerten spielt die Band den Song zumeist als Highlight am Ende ihrer Show.
Neben dem Song Full Steam Spacemachine befasst sich auch Everybody Wants To Be An Astronaut von Royal Republic mit dem Thema Raumfahrt.